# Vendée Globe

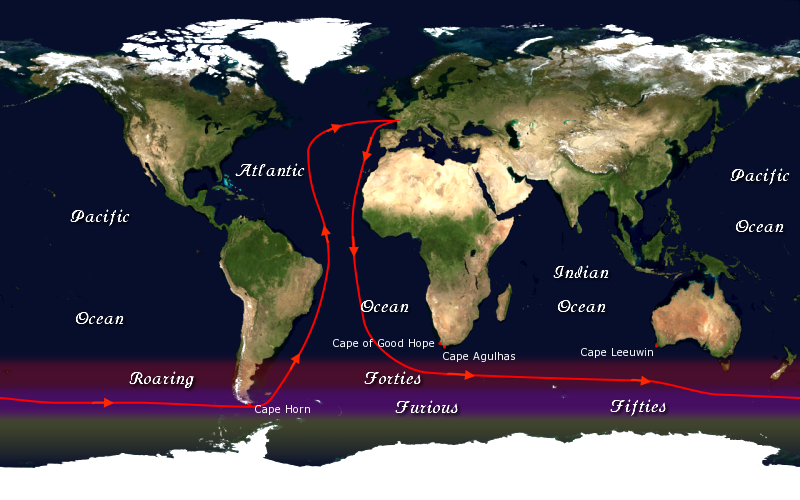
Route der Vendée Globe. Gesegelt wird zunächst in südliche, dann in östliche Richtung.

Die Vendée Globe ist eine Non-Stop-Regatta für Einhandsegler, die durch den Atlantik und in östlicher Richtung durch das Südpolarmeer im Bereich der Roaring Forties rund 45.000 Kilometer einmal um den Globus führt. Sie gilt als die härteste Einhandregatta der Welt (→ Segelregatten um die Welt).
Start und Ziel liegen in Les Sables-d’Olonne im Département Vendée an der französischen Atlantikküste. Startberechtigt sind Einrumpfboote der Klasse Open 60. Initiiert wurde die Regatta 1989 durch den französischen Segler und Tiefseetaucher Philippe Jeantot. Seit 1992 findet die Vendée Globe alle vier Jahre statt.

## Konzept, Regeln und Kurs

### Konzept und Regeln
Die Vendée Globe ist eine Nonstop-Einhandregatta um die Welt, die ohne äußere Unterstützung bewältigt werden muss. Die Rahmenbedingungen sind in den offiziellen Segelanweisungen der Veranstalter detailliert beschrieben, die bei jeder Austragung der Vendée Globe aktualisiert werden. Zusätzlich gelten externe Regelwerke als bindend, darunter die IMOCA Class Rules, Offshore Special Regulations nach Kategorie 0, die internationalen Wettfahrtregeln von World Sailing sowie die Kollisionsverhütungsregeln (KVR), wobei es teilweise Vendée-spezifische Abweichungen gibt.
Während des Rennens darf niemand außer dem Skipper das Boot betreten. Die einzige Ausnahme besteht in Notfällen, wenn z. B. in Seenot geratene Mitstreiter aufgenommen und in Sicherheit gebracht werden. Solche Rettungsaktionen hat es bereits mehrfach gegeben: Bei der dritten Ausgabe 1996/97 rettete Pete Goss seinen Konkurrenten Raphaël Dinelli aus Seenot, bevor er ihn nach Neuseeland brachte. 2009 nahm Vincent Riou Jean Le Cam an Bord, nachdem dessen Boot am Kap Hoorn gekentert war. Jean Le Cam wiederum barg 2020 Kevin Escoffier aus dessen Rettungsinsel und ließ ihn von einer französischen Fregatte aufnehmen.
Vom Nonstop-Konzept darf in zwei Fällen abgewichen werden:
- Die Teilnehmer dürfen kurz nach dem Start nach Abstimmung mit der Regattaleitung nach Les Sables-d’Olonne zurückkehren, um Reparaturen durchzuführen, und innerhalb von zehn Tagen erneut starten. Diese Möglichkeit nahmen bereits mehrere Skipper in Anspruch. Das bekannteste Beispiel ist Michel Desjoyeaux, der 2008 40 Stunden nach dem Start erneut aufbrach und das Rennen gewann.[3]
- Für Notstopps dürfen die Skipper ankern und gegebenenfalls mit Landleinen an Bäumen oder Felsen innerhalb des Ufersaums festmachen.[2] Sie dürfen aber nicht anlegen, an Bojen oder anderen Booten festmachen oder jenseits der Hochwasserlinie an Land gehen. Yves Parlier gelang es im Rennen 2000/01, seine entmastete und anschließend gestrandete Yacht wieder flottzumachen, ohne diese Auflagen zu verletzen.[5] Viele andere warfen den Anker, um in den Mast zu steigen oder andere aufwendige Reparaturen durchzuführen.

Kehrt ein Segler wegen technischer Probleme nach Les Sables-d’Olonne zurück, um erneut zu starten, darf das Boot wieder in den Zustand zurückversetzt werden, den es zu Beginn des Rennens hatte. Dafür hat das Team zehn Tage Zeit, ansonsten wird der Teilnehmer als DNF (Did Not Finish) gewertet. Abgesehen von dieser Ausnahme ist externe Hilfe untersagt. Dazu zählt alles, was die Leistung der Boote oder Skipper beeinflussen könnte: Wetterrouting von Land aus, taktische Hinweise, Tipps zu Segelwahl und Trimm sowie explizit auch Mentalcoaching und psychologische Beratung durch Profis. Eventuelle Reparaturen müssen die Skipper mit Bordmitteln selbst durchführen; sie dürfen allerdings die Designer oder ihr technisches Team konsultieren, um sich zu informieren, wie dabei am besten vorzugehen ist. Ist ein Teilnehmer verletzt oder krank, muss er sich selbst versorgen, darf aber den Rennarzt um Rat fragen.

### Kurs

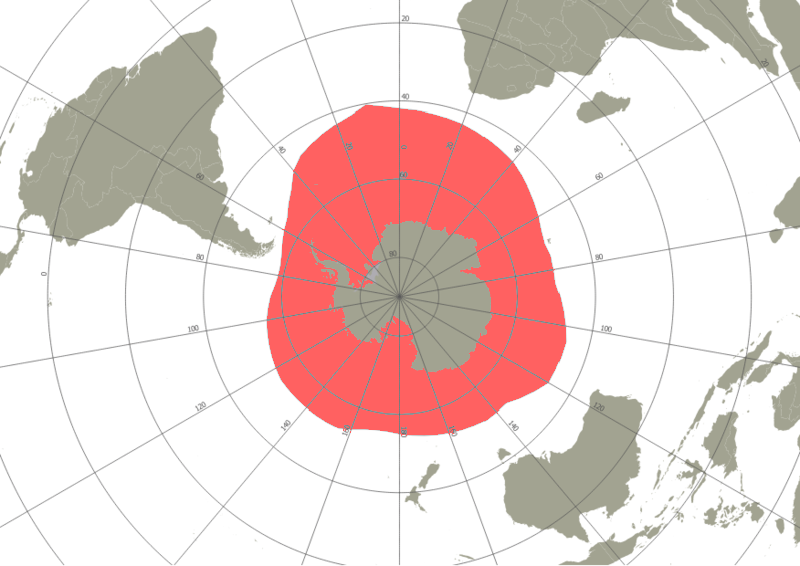
Antarctic Exclusion Zone (2016/2017)

Start und Ziel des Rennens liegen vor Les Sables-d’Olonne im Département Vendée in Frankreich. Die Regatta findet alle vier Jahre statt und beginnt immer im November. Der Starttermin orientiert sich an den meteorologischen Verhältnissen im Südpazifik. Um die beste Medienpräsenz zu erlangen, wird immer ein Sonntag als Starttermin gewählt. Die Teilnehmer müssen über 24.000 Seemeilen (entsprechend 44.448 Kilometer) um die Welt segeln. Dabei sind das Kap der Guten Hoffnung, Kap Leeuwin und Kap Hoorn jeweils an Backbord sowie die Antarktis an Steuerbord zu lassen. Während der verschiedenen Austragungen wurden teilweise weitere festgelegte Punkte oder virtuelle Pforten zu einem verpflichtenden Teil der Route, um beispielsweise einen zu gefährlichen Kurs durch das Eismeer zu verhindern.
Zum Rennen 2016/2017 wurde eine Antarctic Exclusion Zone (AEZ) mittels einer durchgehenden Linie geschaffen. Die Grenzlinie besteht aus der Verbindung von einzelnen Punkten, die etwa 5 Längengrade voneinander entfernt liegen. Das Eindringen in die AEZ kann durch eine internationale Jury mit einer Zeitstrafe ab 24 Stunden bis hin zur Disqualifikation bestraft werden, sofern der betreffende Teilnehmer nicht die Linie am selben Punkt, an dem er sie überfahren hat, oder weiter westlich nach Norden quert.
Die AEZ wurde für 2020/2021 um zwei Areale erweitert. Den Organisatoren zufolge war dieser Schritt nötig, um dem schneller schmelzenden Eis der Antarktis und dem daraus resultierenden höheren Aufkommen von Treibeis Rechnung zu tragen. Auch wurde in Absprache mit den australischen Rettungsorganisationen die Erweiterung der Zone im Bereich Australiens bis auf 46º südliche Breite beschlossen, um im Notfall schneller eingreifen zu können, da Rettungskräfte dann weniger als 1000 Seemeilen entfernt sind. Damit wurde insbesondere auf die Rettung des verletzten Seglers Yann Eliés im Jahr 2008 reagiert.

## Geschichte
Das Rennen, inspiriert durch die berühmt gewordene Regatta des Golden Globe Race von 1968, wurde im Jahre 1989 durch den Segler Philippe Jeantot ins Leben gerufen und findet seit 1992 alle vier Jahre statt. Es wird mehrheitlich von französischen Teilnehmern bestritten. Die Regatta verläuft zu einem wesentlichen Teil durch die stürmischen und äußerst gefährlichen antarktischen Gewässer der Roaring Forties und stellt daher an die Teilnehmer höchste Anforderungen.
Bereits mehrfach kam es zu schweren Unfällen. Bei der Regatta von 1992/1993 starb der Teilnehmer Nigel Burgess vermutlich bereits in der ersten Nacht des Rennens in der Biskaya. 1996/1997 ging der Teilnehmer Gerry Roufs in einem Orkan im Südpazifik verschollen. Im selben Sturm kenterten drei weitere Boote, deren Skipper in dramatischen Aktionen gerettet werden konnten. Diese Ereignisse führten zu einem Umdenken in puncto Sicherheit der Klassenregeln der Open 60; die Boote müssen sich seither nach Durchkentern selbsttätig wieder aufrichten.
Seit der Ausgabe der Regatta von 2016/17 werden Boote mit Tragflächen (Hydrofoils) eingesetzt. Es gab intensive Diskussionen über die Kosten, die Effizienz, die Anfälligkeit, die Auswirkungen auf die Seetüchtigkeit und die strukturellen Auswirkungen dieser Entwicklung. Inzwischen ist das Konzept bei IMOCA sehr verbreitet. Beim Rennen 2024/25 waren fast zwei Drittel der teilnehmenden Boote mit Foils ausgestattet.

## Rekorde

### Beste Gesamtzeiten
| Platz | Nation                 | Skipper          | Zeit [Tage hh:mm:ss] | Rennen  |
| ----- | ---------------------- | ---------------- | -------------------- | ------- |
| 1     | Frankreich             | Charlie Dalin    | 64 19:22:49          | 2024/25 |
| 2     | Frankreich             | Yoann Richomme   | 65 18:10:02          | 2024/25 |
| 3     | Frankreich             | Sébastien Simon  | 67 12:27:37          | 2024/25 |
| 4     | Frankreich             | Armel Le Cléac’h | 74 03:35:46          | 2016/17 |
| 5     | Frankreich             | Jérémie Beyou    | 74 12:56:54          | 2024/25 |
| 6     | Vereinigtes Konigreich | Alex Thomson     | 74 19:35:15          | 2016/17 |
| 7     | Frankreich             | Paul Meilhat     | 74 22:38:15          | 2024/25 |
| 8     | Frankreich             | Nicolas Lunven   | 75 07:49:41          | 2024/25 |
| 9     | Frankreich             | Thomas Ruyant    | 75 16:47:27          | 2024/25 |
| 10    | Schweiz                | Justine Mettraux | 76 01:36:52          | 2024/25 |
| 11    | Vereinigtes Konigreich | Sam Goodchild    | 76 02:01:45          | 2024/25 |
| 12    | Frankreich             | Benjamin Dutreux | 77 03:39:24          | 2024/25 |
| 13    | Frankreich             | Clarisse Crémer  | 77 15:34:28          | 2024/25 |
| 14    | Frankreich             | François Gabart  | 78 02:16:40          | 2012/13 |
| 15    | Frankreich             | Armel Le Cléac’h | 78 05:33:52          | 2012/13 |

Der aktuelle Rekord wird vom Franzosen Charlie Dalin mit 64 Tagen, 19 Stunden, 22 Minuten und 49 Sekunden gehalten (2024/2025). Damit verbesserte er die vormalige Bestzeit von Armel Le Cléac‘h um fast 10 Tage.

### Beste Zwischenzeiten
Im Rennen 2016/17 erreichte Alex Thomson bereits am 16. November, nach neun Tagen, sieben Stunden und drei Minuten den Äquator. Er war damit 28 Stunden schneller als Jean Le Cam im Jahr 2004.
Am 24. November 2016 umrundete ebenfalls Alex Thomson nach nur 17 Tagen, 22 Stunden und 58 Minuten das Kap der Guten Hoffnung. Armel Le Cléac’h benötigte 2012 für die gleiche Strecke 22 Tage, 23 Stunden und 46 Minuten.
Am 5. Dezember 2016 erreichten Armel Le Cléac’h und Alex Thomson nach nur 28 bzw. 29 Tagen das Kap Leeuwin im Südwesten Australiens und waren damit ebenfalls fünf Tage schneller als der Rekordhalter von 2012, Armel Le Cléac’h.
Yoann Richomme benötigte 2024 bis Kap Hoorn 43 Tage, 11 Stunden und 25 Minuten. Damit unterbot er die alte Rekordzeit von Armel Le Cléac'h, der 2016 47 Tage und 32 Minuten für die Strecke benötigt hatte.

### Altersrekorde
Der Franzose François Gabart war 2012/2013 mit damals 29 Jahren bislang der jüngste Sieger aller bisherigen Rennen. Die bisher jüngste Teilnehmerin, die das Rennen beenden konnte, ist die Französin Violette Dorange, die in der Edition 2024/25 bei ihrem Zieleinlauf 23 Jahre alt war. Der Schweizer Alan Roura, der bislang diesen Rekord hielt, war bei seiner Premiere 2016/17 acht Wochen älter.
Der bisher älteste Teilnehmer einer Vendée Globe ist Jean Le Cam, der im Rennen 2024/25 beim Zieleinlauf 65 Jahre alt war und Platz 20 belegte. Mit sechs Teilnahmen ist er auch gleichzeitig der Skipper, der diesen Wettbewerb am häufigsten bestritt.

## Bisherige Regatten

### Siegerliste
| Rennen  | Skipper           | Zeit [Tage hh:mm:ss] |
| ------- | ----------------- | -------------------- |
| 1989/90 | Titouan Lamazou   | 109 08:48:50         |
| 1992/93 | Alain Gautier     | 110 02:22:35         |
| 1996/97 | Christophe Auguin | 105 20:31:00         |
| 2000/01 | Michel Desjoyeaux | 93 03:57:00          |
| 2004/05 | Vincent Riou      | 87 10:47:55          |
| 2008/09 | Michel Desjoyeaux | 84 03:09:08          |
| 2012/13 | François Gabart   | 78 02:16:40          |
| 2016/17 | Armel Le Cléac’h  | 74 03:35:46          |
| 2020/21 | Yannick Bestaven  | 80 03:44:46          |
| 2024/25 | Charlie Dalin     | 64 19:22:49          |

### 1989/90

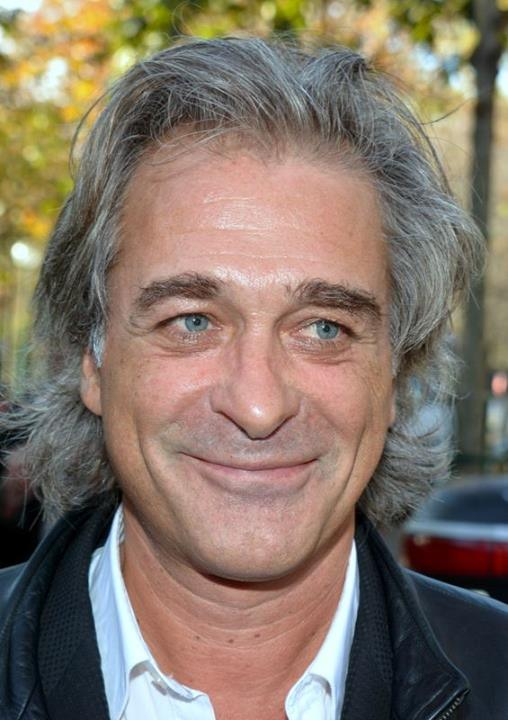
Gewinner 1989/90: Titouan Lamazou

Die Vendée Globe 1989/90, offiziell die „Vendée Globe Challenge“, war die erste Ausgabe der Vendée Globe. Der Start erfolgte am 26. November 1989 in Les Sables-d’Olonne. Bei diesem Rennen waren dreizehn Boote am Start, sieben erreichten das Ziel. Sieger war Titouan Lamazou am 15. März 1990 nach 109 Tagen, 8 Stunden, 48 Minuten und 50 Sekunden, womit er die erste Referenz der Veranstaltung schuf, die bis zur Ausgabe 1996/97 Rekordzeit blieb.
| Platz | Skipper                | Nation             | Boot                    | Zeit [Tage hh:mm:ss] | Anmerkung |
| ----- | ---------------------- | ------------------ | ----------------------- | -------------------- | --- |
| 1     | Titouan Lamazou        | Frankreich         | Écureuil d’Aquitaine II | 109 08:48:50         | Als Lamazou den Atlantik hinaufsegelte, warf er Ersatzsegel und -teile über Bord, um das Boot leichter zu machen. |
| 2     | Loïck Peyron           | Frankreich         | Lada Poch               | 110 01:18:06         | Rettete Philippe Poupon, indem er ihm half, dessen Boot aufzurichten.                                             |
| 3     | Jean-Luc Van Den Heede | Frankreich         | 36.15 MET               | 112 01:14:00         | |
| 4     | Philippe Jeantot       | Frankreich         | Crédit Agricole IV      | 113 23:47:47         | |
| 5     | Pierre Follenfant      | Frankreich         | TBS-Charente Maritime   | 114 21:09:06         | |
| 6     | Alain Gautier          | Frankreich         | Generali Concorde       | 132 13:01:48         | |
| 7     | Jean-François Coste    | Frankreich         | Cacharel                | 163 01:19:20         | |
| –     | Patrice Carpentier     | Frankreich         | Le Nouvel Observateur   | –                    | Ausgeschieden wegen Autopilot-Schaden (Falklandinseln)                                                            |
| –     | Mike Plant             | Vereinigte Staaten | Duracell                | –                    | Disqualifiziert: erhielt Hilfe auf Campbell Island (Neuseeland)                                                   |
| –     | Bertie Reed            | Sudafrika          | Grinaker                | –                    | Ausgeschieden wegen Ruderschaden                                                                                  |
| –     | Jean-Yves Terlain      | Frankreich         | UAP                     | –                    | Ausgeschieden wegen Mastbruch                                                                                     |
| –     | Philippe Poupon        | Frankreich         | Fleury Michon X         | –                    | Ausgeschieden (gekentert)                                                                                         |
| –     | Guy Bernardin          | Vereinigte Staaten | O-Kay                   | –                    | Ausgeschieden wegen Zahnproblemen vor Tasmanien                                                                   |

### 1992/93

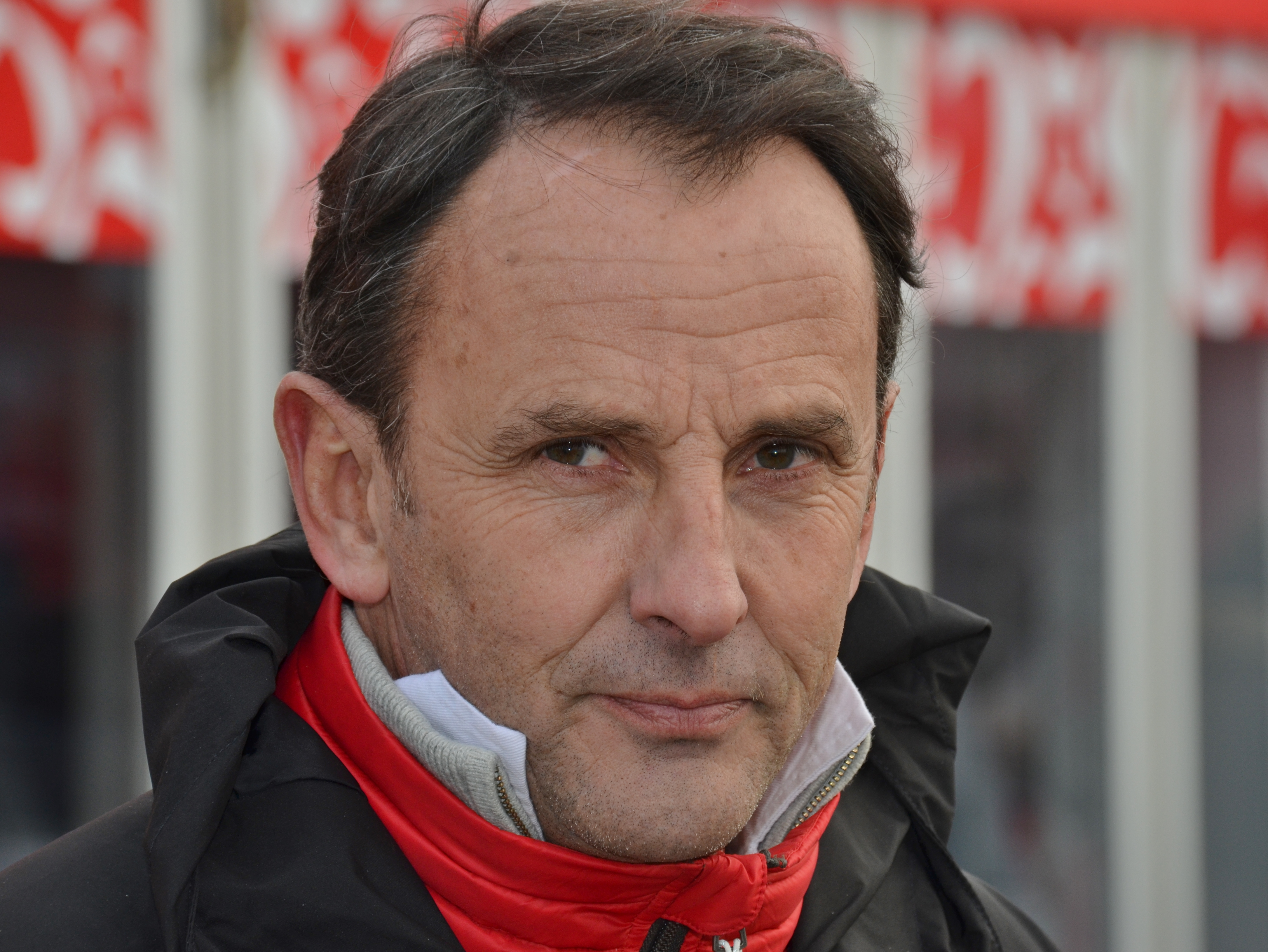
Gewinner 1992/93: Alain Gautier

Die zweite Ausgabe der Vendée Globe startete am 22. November 1992. Bei diesem Rennen waren 14 Boote am Start, sieben erreichten das Ziel. Mike Plant verschwand auf See, bevor er die Startlinie in Les Sables-d’Olonne erreichte. Der Rumpf seiner umgestürzten Coyote wurde am Tag des Starts gefunden. In der ersten Nacht des Rennens verschwand Nigel Burgess in der Biskaya. Bertrand de Broc nähte sich unter der Fernanleitung des Rennarztes ein Stück seiner Zunge selbst an, nachdem ihm der Wind die Großschot gegen das Kinn geschlagen hatte. Philippe Poupon beendet nach Mastbruch am 11. März das Rennen unter Hilfstakelage.
Die Regatta gewann schließlich Alain Gautier nach 110 Tagen, 2 Stunden und 23 Minuten. Dies war das erste Mal, dass ein von der Finot-Conq-Gruppe entworfenes Boot die Vendée Globe gewann, was sich bei den drei folgenden Ausgaben wiederholen sollte.
| Platz | Skipper                | Land                   | Boot                             | Zeit [Tage hh:mm:ss] | Anmerkung |
| ----- | ---------------------- | ---------------------- | -------------------------------- | -------------------- | --- |
| 1     | Alain Gautier          | Frankreich             | Bagages Superior                 | 110 02:22:35         | |
| 2     | Jean-Luc Van Den Heede | Frankreich             | Groupe Sofap-Helvim              | 116 15:01:11         | |
| 3     | Philippe Poupon        | Frankreich             | Fleury Michon X                  | 117 03:34:24         | |
| 4     | Yves Parlie            | Frankreich             | Cacolac d’Aquitaine              | 125 02:42:24         | |
| 5     | Nándor Fa              | Ungarn                 | K&H Bank Matav                   | 128 16:05:04         | |
| 6     | José de Ugarte         | Spanien                | Euskadi Europ 93 BBK             | 134 05:04:00         | |
| 7     | Jean-Yves Hasselin     | Frankreich             | PRB/Solo Nantes                  | 153 05:14:00         | |
| –     | Bernard Gallay         | Frankreich Schweiz     | Vuarnet Watches                  | –                    | Ausgeschieden wegen Problemen mit dem Autopiloten und der Riggstruktur; beendete das Rennen nach zwei Zwischenstopps außer Konkurrenz |
| –     | Vittorio Mallingri     | Italien                | Everlast Neil Pryde Sails        | –                    | Ausgeschieden |
| –     | Bertrand de Broc       | Frankreich             | Groupe LG                        | –                    | Ausgeschieden, wegen falscher Bolzen drohte Verlust des Kiels; nähte sich zuvor die Zunge selbst                                      |
| –     | Alan Wynne-Thomas      | Vereinigtes Konigreich | Cardiff Discovery                | –                    | Ausgeschieden, verbrachte 20 Tage mit sechs gebrochenen Rippen im Südpolarmeer                                                        |
| –     | Loïck Peyron           | Frankreich             | Fujicolor III                    | –                    | Ausgeschieden |
| –     | Thierry Arnaud         | Frankreich             | Maître Coq/Le Monde informatique | –                    | Ausgeschieden |
| –     | Nigel Burgess          | Vereinigtes Konigreich | Nigel Burgess Yachts             | –                    | Kurz nach dem Start verstorben |
| –     | Mike Plant             | Vereinigte Staaten     | Coyote                           | –                    | Auf dem Weg zur Regatta verschollen                                                                                                   |

### 1996/97

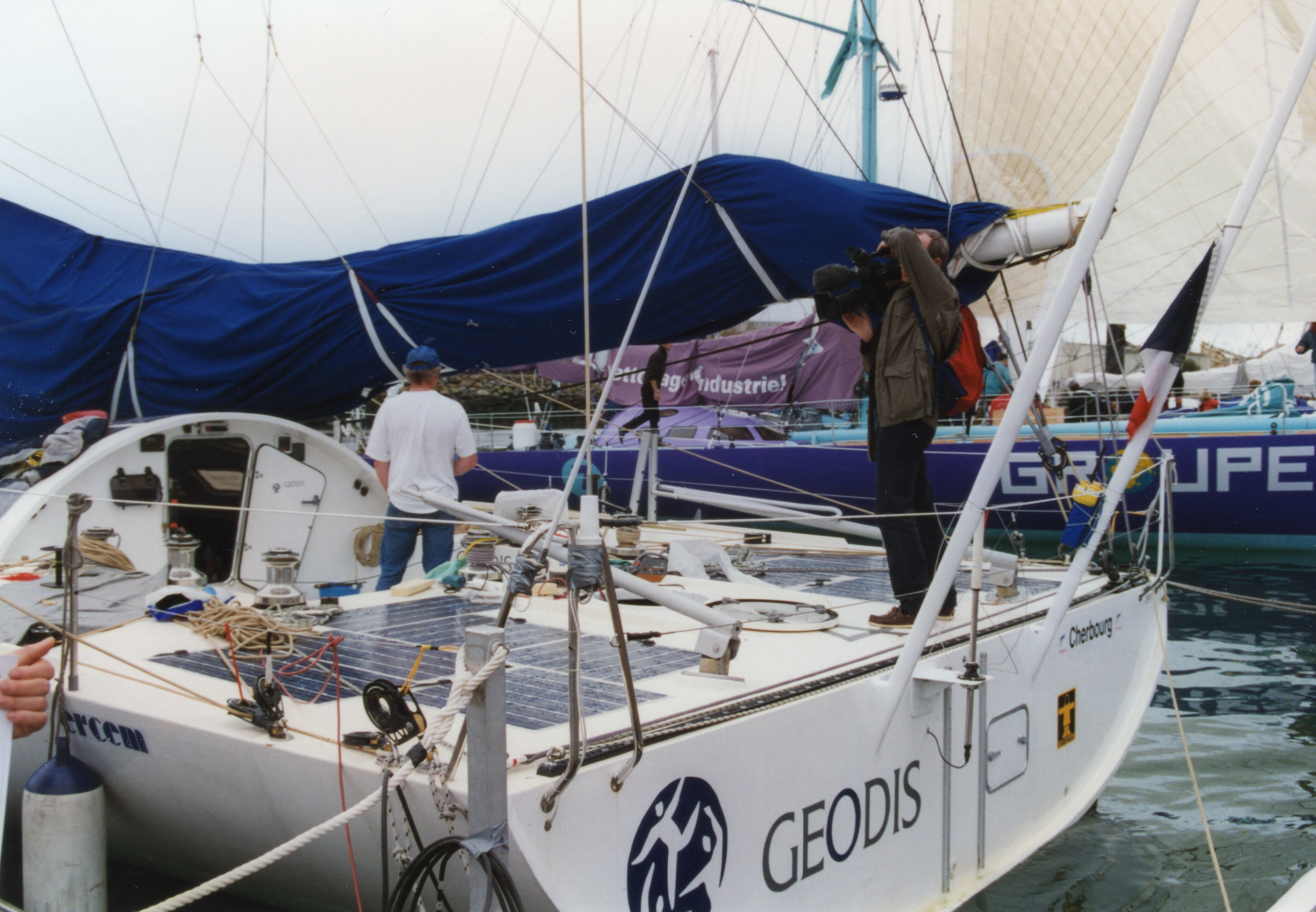
Siegerboot 1996/97: Geodis

Die dritte Ausgabe der Vendée Globe wurde am 3. November 1996 gestartet. Bei diesem Rennen waren 15 Boote am Start; erstmals nahmen mit Isabelle Autissier und Catherine Chabaud zwei Frauen teil. Da es zahlreiche Ausfälle aufgrund der schwierigen Bedingungen gab, erreichten nur sechs der Skipper das Ziel, darunter Catherine Chabaud. Sie war damit die erste Frau, die eine Weltumsegelung im Alleingang und ohne Zwischenstopps absolvierte.
Dies war die letzte Vendée Globe, deren Kurs einfach darin bestand, die drei Kaps an Backbord zu lassen. Sonstige Wegpunkte gab es nicht. Auf Antrag der Segler wurden neue Bestimmungen erlassen. So wurden nun Wetterdaten per Satellit an jeden der Teilnehmer gesendet. Außerdem wurde ein professioneller medizinischer Dienst geschaffen, der 24 Stunden am Tag per Fax oder Funk erreichbar war.
| Platz | Skipper             | Land                   | Boot                        | Zeit [Tage hh:mm] | Anmerkung                            |
| ----- | ------------------- | ---------------------- | --------------------------- | ----------------- | ------------------------------------ |
| 1     | Christophe Auguin   | Frankreich             | Geodis                      | 105 20:31         |                                      |
| 2     | Marc Thiercelin     | Frankreich             | Crédit immobilier de France | 113 08:26         |                                      |
| 3     | Hervé Laurent       | Frankreich             | ÉGroupe LG-Traitmat         | 114 16:43         |                                      |
| 4     | Éric Dumont         | Frankreich             | Café Legal-Le Goût          | 116 16:43         |                                      |
| 5     | Pete Goss           | Vereinigtes Konigreich | Aqua Quorum                 | 126 21:25         |                                      |
| 6     | Catherine Chabaud   | Frankreich             | Whirlpool-Europe 2          | 140 04:38         |                                      |
| –     | Isabelle Autissier  | Frankreich             | PRB                         | –                 | Ausgeschieden wegen Ruderbruch       |
| –     | Yves Parlier        | Frankreich             | Aquitaine Innovations       | –                 | Ausgeschieden wegen Ruderbruch       |
| –     | Bertrand de Broc    | Frankreich             | Votre nom autour du monde   | –                 | Ausgeschieden (gekentert)            |
| –     | Tony Bullimore      | Vereinigtes Konigreich | Exide Challenger            | –                 | Ausgeschieden (gekentert)            |
| –     | Thierry Dubois      | Frankreich             | Pour Amnesty International  | –                 | Ausgeschieden (gekentert)            |
| –     | Nándor Fa           | Ungarn                 | Budapest                    | –                 | Ausgeschieden nach Kollision         |
| –     | Didier Munduteguy   | Frankreich             | Club Sud                    | –                 | Ausgeschieden wegen Mastbruch        |
| –     | Patrick de Radiguès | Belgien                | Afibel                      | –                 | Ausgeschieden (gestrandet)           |
| –     | Gerry Roufs         | Kanada                 | Groupe LG 2                 | –                 | Skipper und Boot auf See verschollen |

### 2000/01
Der Start zur vierten Ausgabe der Vendée Globe wurde wegen schlechten Wetters in Les Sables-d’Olonne um vier Tage auf den 9. November 2000 verschoben. Bei diesem Rennen waren 24 Boote am Start, nur 15 erreichten das Ziel. Michel Desjoyeaux gewann am 10. Februar 2001 nach 93 Tagen, 3 Stunden und 57 Minuten und stellte damit einen neuen Rekord für diese Veranstaltung auf.
Im Führungstrio liegend brach Yves Parlier der Mast. Er benötigte einen Monat, um sein Boot alleine zu reparieren, und beendete das Rennen unter Hilfstakelung, wobei er 33 Tage nach dem Sieger ankam.

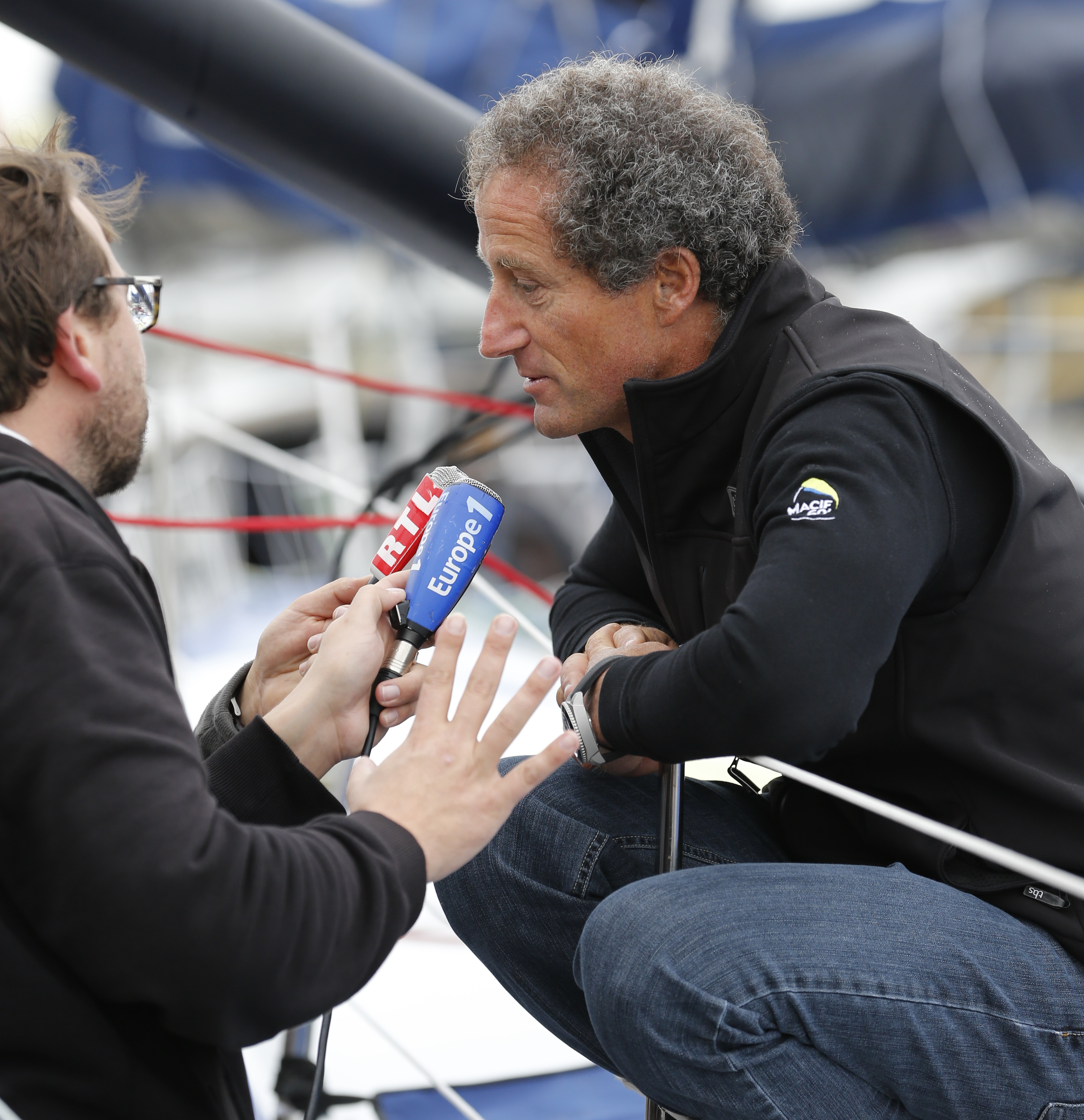
Michel Desjoyeaux

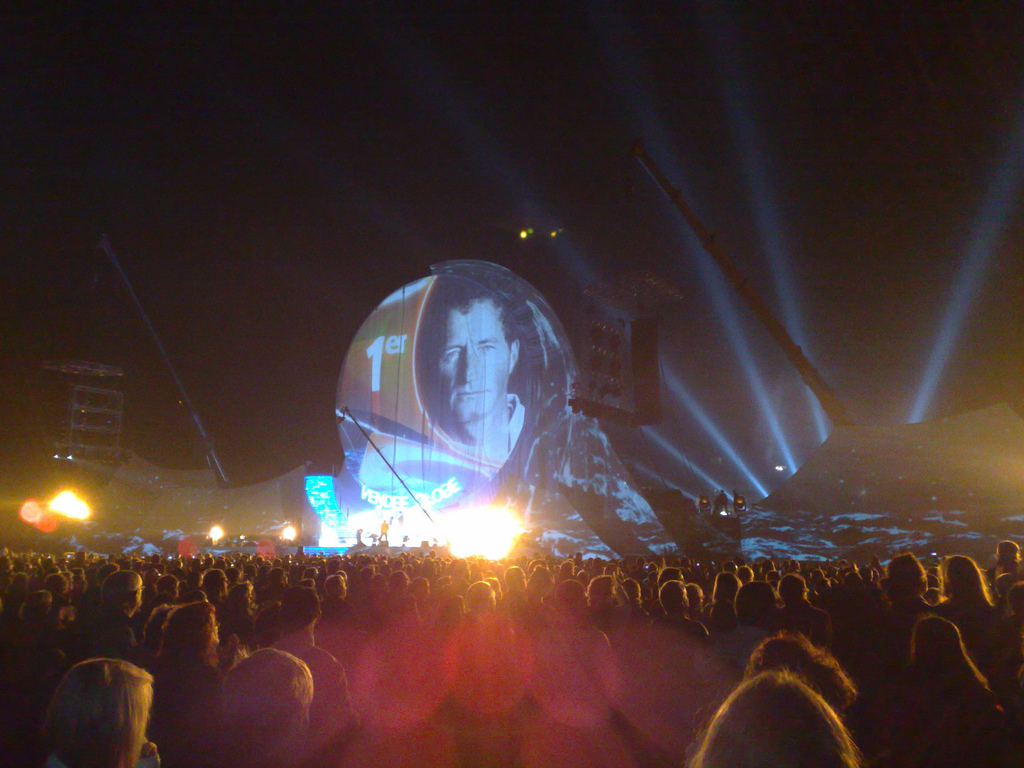
Großer Empfang für Michel Desjoyeaux in Les Sables

| Platz | Skipper              | Land                   | Boot                                           | Zeit [Tage hh:mm:ss] | Anmerkung                                             |
| ----- | -------------------- | ---------------------- | ---------------------------------------------- | -------------------- | ----------------------------------------------------- |
| 1     | Michel Desjoyeaux    | Frankreich             | PRB                                            | 93 03:57:32          |                                                       |
| 2     | Ellen MacArthur      | Vereinigtes Konigreich | Kingfisher                                     | 94 04:25:40          |                                                       |
| 3     | Roland Jourdain      | Frankreich             | Sill Matines La potagère                       | 96 01:02:33          |                                                       |
| 4     | Marc Thiercelin      | Frankreich             | Active Wear                                    | 102 20:37:49         |                                                       |
| 5     | Dominique Wavre      | Schweiz                | Union bancaire privée                          | 105 02:45:12         |                                                       |
| 6     | Thomas Coville       | Frankreich             | Sodebo                                         | 105 07:24:00         |                                                       |
| 7     | Mike Golding         | Vereinigtes Konigreich | Team Group 4                                   | 110 16:22:00         |                                                       |
| 8     | Bernard Gallay       | Frankreich Schweiz     | Voila.fr                                       | 111 16:07:11         |                                                       |
| 9     | Josh Hall            | Vereinigtes Konigreich | Gartmore                                       | 111 19:48:02         |                                                       |
| 10    | Joé Seeten           | Frankreich             | Nord-pas-de-Calais/chocolats du Monde          | 115 16:46:50         |                                                       |
| 11    | Patrice Carpentier   | Frankreich             | VM Matériaux                                   | 116 00:32:48         |                                                       |
| 12    | Simone Bianchetti    | Italien                | Aquarelle.com                                  | 121 01:28:00         |                                                       |
| 13    | Yves Parlier         | Frankreich             | Aquitaine Innovations                          | 126 23:36:00         |                                                       |
| 14    | Didier Munduteguy    | '                      | DDP/Sud                                        | 135 15:17:55         |                                                       |
| 15    | Pasquale de Gregorio | Italien                | Wind Telecommunicazioni                        | 158 02:37:25         |                                                       |
| –     | Catherine Chabaud    | Frankreich             | Whirlpool                                      | –                    | Ausgeschieden nach Mastbruch                          |
| –     | Thierry Dubois       | Frankreich             | Solidaires                                     | –                    | Ausgeschieden wegen Elektronikproblemen               |
| –     | Raphaël Dinelli      | Frankreich             | Sogal Extenso                                  | –                    | Ausgeschieden nach Ruderschaden                       |
| –     | Fedor Konioukhov     | Russland               | Modern University For The Humanities           | –                    | Ausgeschieden                                         |
| –     | Javier Sansó         | Spanien                | Old Spice                                      | –                    | Ausgeschieden                                         |
| –     | Éric Dumont          | Frankreich             | Euroka Services                                | –                    | Ausgeschieden wegen Ruderschaden                      |
| –     | Richard Tolkien      | Vereinigtes Konigreich | This Time – Argos – Help For Autistic Children | –                    | Ausgeschieden wegen Riggschaden                       |
| –     | Bernard Stamm        | Schweiz                | Armor-Lux/foies Gras                           | –                    | Ausgeschieden wegen Steuer- und Autopilot-Problemen   |
| –     | Patrick de Radiguès  | Belgien                | Libre Belgique                                 | –                    | Ausgeschieden, lief vor der Küste Portugals auf Grund |

### 2004/05
300.000 Menschen verfolgten den Start des Rennens, das zum ersten Mal bei guten Wetterbedingungen begann. Unter anderem deshalb überquerten die ersten Segler den Äquator nach nur zehn Tagen, drei Tage schneller als je zuvor. Außerdem waren zu diesem Zeitpunkt alle Segler noch im Rennen.
Die Probleme begannen in den Roaring Forties: Alex Thomson lief zwecks Reparatur nach Kapstadt ab. Hervé Laurent musste das Rennen aufgrund von Problemen mit dem Ruder beenden und Thomson musste endgültig aufgeben. Conrad Humphreys musste ankern, um sein Ruder zu reparieren. Später durchfuhr die Flotte ein Gebiet mit viel Treibeis, wo Sébastien Josse mit einem Eisberg kollidierte.
Auf dem Rückweg über den Atlantik wechselte die Führungsposition mehrmals. Es blieb ein spannendes Rennen bis zum Schluss; drei Boote kamen innerhalb von 29 Stunden ins Ziel.

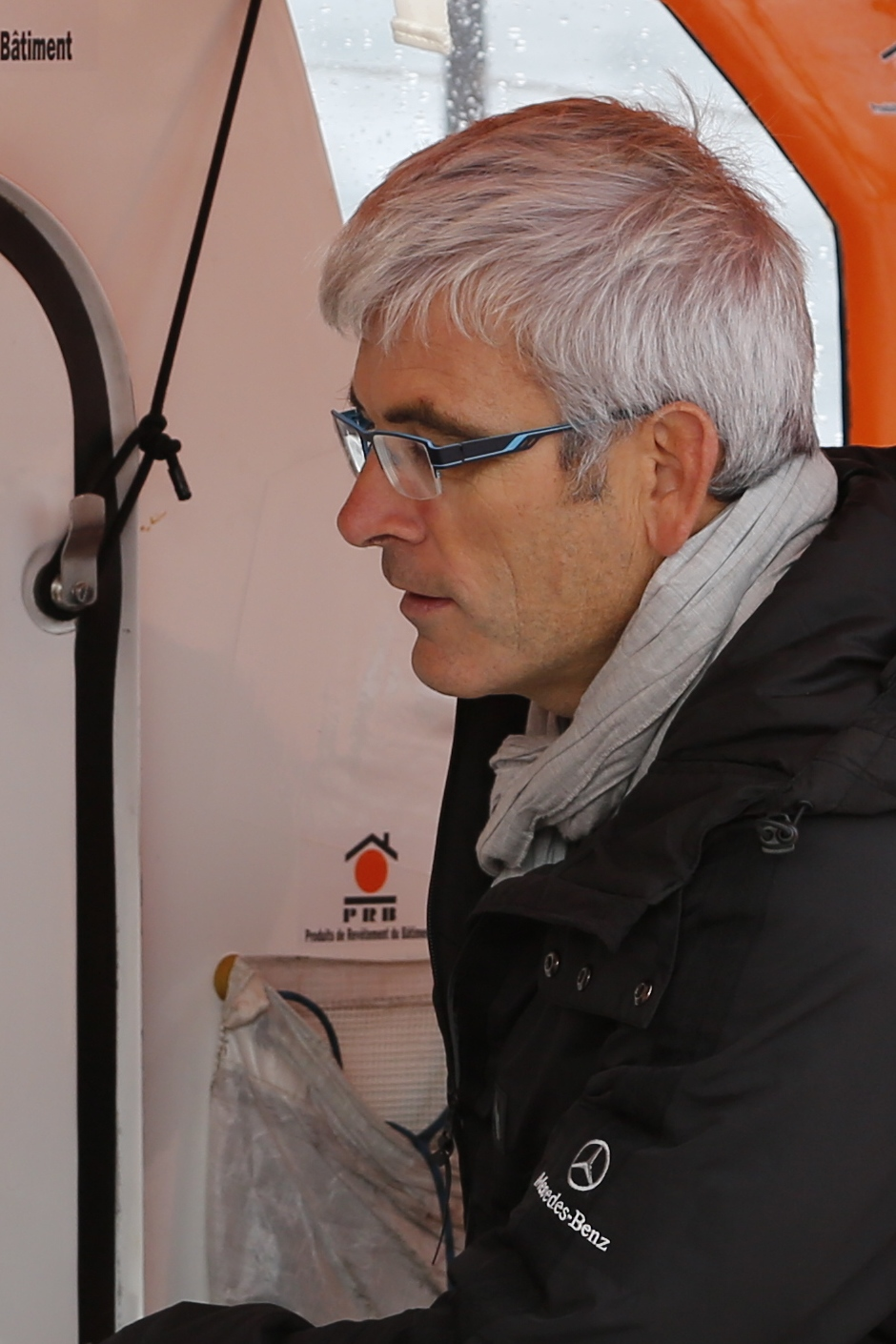
Sieger 2004/05: Vincent Riou

| Platz | Skipper            | Land                   | Boot                      | Zeit [Tage hh:mm:ss] |
| ----- | ------------------ | ---------------------- | ------------------------- | -------------------- |
| 1     | Vincent Riou       | Frankreich             | PRB                       | 87 10:47:55          |
| 2     | Jean Le Cam        | Frankreich             | Bonduelle                 | 87 17:20:08          |
| 3     | Mike Golding       | Vereinigtes Konigreich | Ecover                    | 88 15:15:13          |
| 4     | Dominique Wavre    | Schweiz                | Temenos                   | 92 17:13:20          |
| 5     | Sébastien Josse    | Frankreich             | VMI                       | 93 00:02:10          |
| 6     | Jean-Pierre Dick   | Frankreich             | Virbac-Paprec             | 98 03:49:38          |
| 7     | Conrad Humphreys   | Vereinigtes Konigreich | Hellomoto                 | 104 14:32:24         |
| 8     | Joe Seeten         | Frankreich             | Arcelor-Dunkerque         | 104 23:02:45         |
| 9     | Bruce Schwab       | Vereinigte Staaten     | Ocean Planet              | 109 19:58:57         |
| 10    | Benoît Parnaudeau  | Frankreich             | Max Havelaar/Best Western | 116 01:06:54         |
| 11    | Anne Liardet       | Frankreich             | Roxy                      | 119 05:28:40         |
| 12    | Raphaël Dinelli    | Frankreich             | Akena Verandas            | 125 04:07:14         |
| 13    | Karen Leibovici    | Frankreich             | Benefic                   | 126 08:02:20         |
| –     | Alex Thomson       | Vereinigtes Konigreich | Hugo Boss                 | Ausgeschieden        |
| –     | Marc Thiercelin    | Frankreich             | Pro Form                  | Ausgeschieden        |
| –     | Roland Jourdain    | Frankreich             | Sill et Veolia            | Ausgeschieden        |
| –     | Norbert Sedlacek   | Osterreich             | Brother                   | Ausgeschieden        |
| –     | Patrice Carpentier | Frankreich             | VM Matériaux              | Ausgeschieden        |
| –     | Nick Moloney       | Australien             | Skandia                   | Ausgeschieden        |
| –     | Hervé Laurent      | Frankreich             | UUDS                      | Ausgeschieden        |

### 2008/09
Im Jahr 2008 startete die sechste Austragung am 9. November mit 30 Teilnehmern, darunter zwei Frauen, und endete am 1. Februar 2009 mit dem Sieg von Michel Desjoyeaux. 19 Teilnehmer waren im Verlauf des Rennens ausgeschieden, nur elf erreichten das Ziel.
Vincent Riou erlitt am Kap Hoorn einen Mastbruch. Da der Schaden jedoch infolge der Rettungsaktion für Jean Le Cam entstanden war, setzte die Jury ihn nachträglich im Gesamtklassement neben Marc Guillemot auf Platz drei.

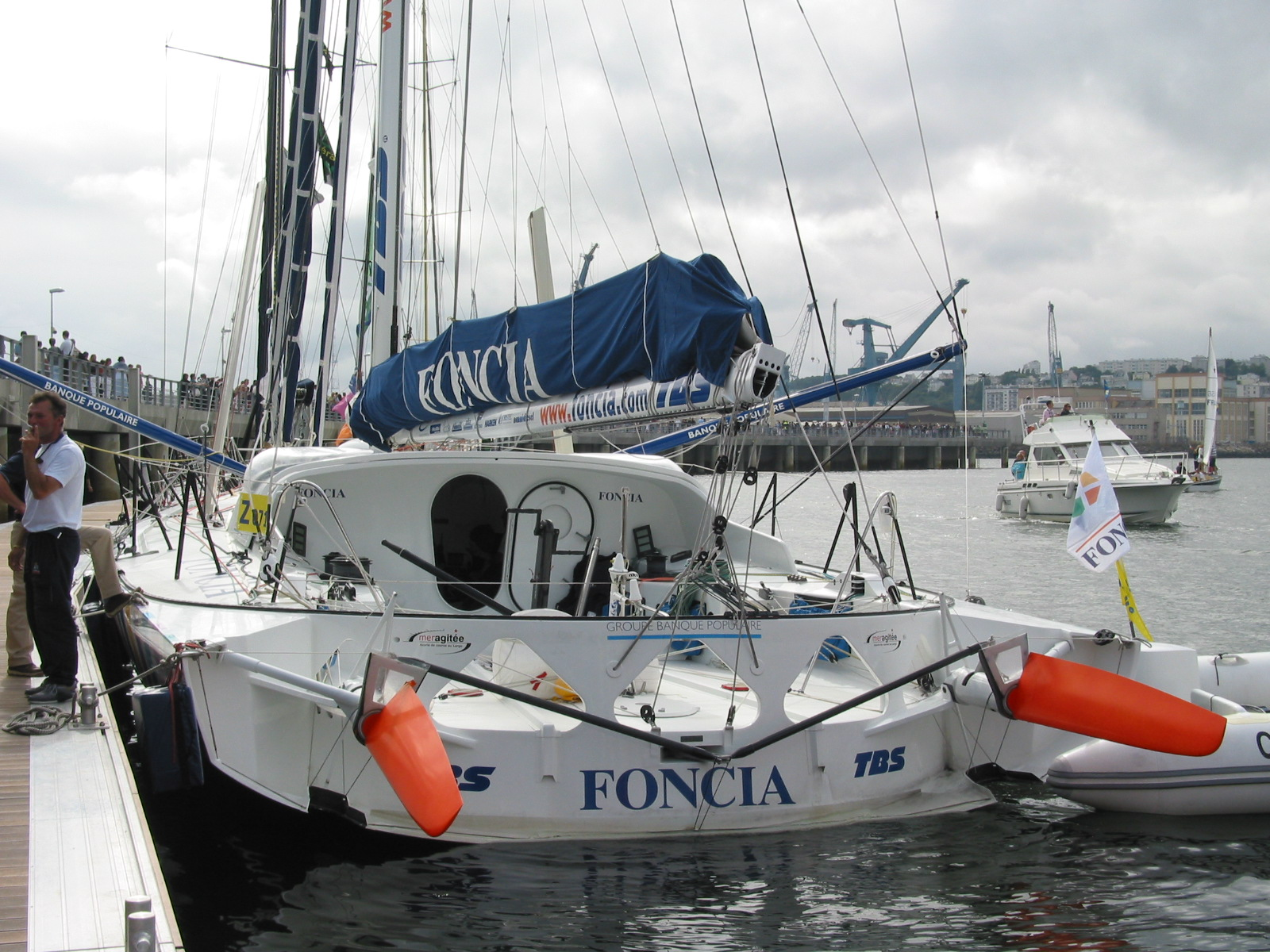
Das Siegerboot 2008/09: Foncia

### 2012/13

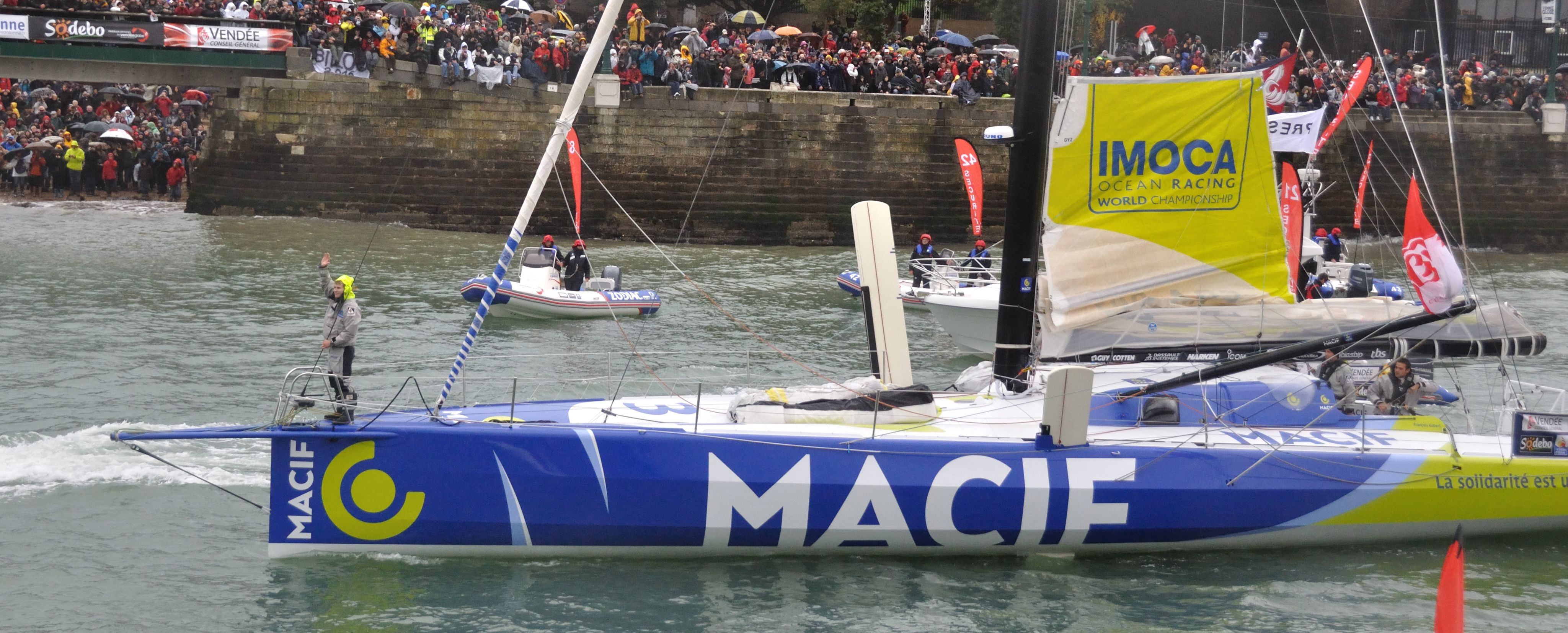
Der spätere Sieger Gabart auf Macif bei der Ausfahrt von Les Sables-d’Olonne

Die Vendée Globe 2012/2013 startete am 10. November 2012 mit 20 Skippern aus sieben Nationen.
Am 27. Januar 2013 erreichte der Franzose François Gabart nach 78 Tagen, 2 Stunden, 16 Minuten und 40 Sekunden das Ziel. Er ist mit 29 Jahren bisher der jüngste Sieger dieses Wettbewerbes. Acht Teilnehmer mussten das Rennen wegen technischer Probleme aufgeben. Bernard Stamm (CH, Cheminées Poujoulat) wurde wegen Annahme unerlaubter, wenn auch geringfügiger, fremder Hilfe beim Ankern zur Reparatur der Hydrogeneratoren disqualifiziert. Er beendete das Rennen außer Wertung – nach inoffizieller Zeitnahme nach 88 Tagen 10:27:10.
| Platz | Skipper                 | Land                   | Boot                      | Zeit [Tage hh:mm:ss] |
| ----- | ----------------------- | ---------------------- | ------------------------- | -------------------- |
| 1     | François Gabart         | Frankreich             | Macif                     | 78 02:16:40          |
| 2     | Armel Le Cléac’h        | Frankreich             | Banque populaire          | 78 05:33:52          |
| 3     | Alex Thomson            | Vereinigtes Konigreich | Hugo Boss                 | 80 19:23:43          |
| 4     | Jean-Pierre Dick        | Frankreich             | Virbac Paprec 3           | 86 03:03:40          |
| 5     | Jean Le Cam             | Frankreich             | SynerCiel                 | 88 00:12:58          |
| 6     | Mike Golding            | Vereinigtes Konigreich | Gamesa                    | 88 06:36:26          |
| 7     | Dominique Wavre         | Schweiz                | Mirabaud                  | 90 03:14:42          |
| 8     | Arnaud Boissières       | Frankreich             | Akena Vérandas            | 91 02:09:02          |
| 9     | Bertrand de Broc        | Frankreich             | Votre Nom autour du Monde | 92 17:10:14          |
| 10    | Tanguy de Lamotte       | Frankreich             | Initiatives-Cœur          | 98 21:56:10          |
| 11    | Alessandro Di Benedetto | Frankreich Italien     | Team Plastique            | 104 02:34:30         |
| –     | Marc Guillemot          | Frankreich             | Safran                    | Ausgeschieden        |
| –     | Kito de Pavant          | Frankreich             | Groupe Bel                | Ausgeschieden        |
| –     | Louis Burton            | Frankreich             | Bureau Vallée             | Ausgeschieden        |
| –     | Samantha Davies         | Vereinigtes Konigreich | Savéol                    | Ausgeschieden        |
| –     | Jérémie Beyou           | Frankreich             | Maitre CoQ                | Ausgeschieden        |
| –     | Zbigniew Gutkowski      | Polen                  | Energa                    | Ausgeschieden        |
| –     | Vincent Riou            | Frankreich             | PRB                       | Ausgeschieden        |
| –     | Bernard Stamm           | Schweiz                | Cheminées Poujoulat       | Disqualifiziert      |
| –     | Javier Sansó            | Spanien                | Acciona 100 % Ecopowered  | Ausgeschieden        |

### 2016/17
Unter den 29 am 6. November 2016 gestarteten Skippern aus 10 Nationen war erstmals seit der Ausgabe 1992/93 keine Frau. Zum Start des Rennens berichteten 45 Fernsehstationen, so viele wie noch nie, in über 190 Ländern. Neu bei der 8. Austragung der Regatta waren die bei sieben Booten der Open-60-Flotte eingesetzten Auftriebsflügel, die sogenannten Hydrofoils oder einfach Foils. Diese Konstruktion wurde erstmals vom Schiffbauingenieur Guillaume Verdier und dem Architekturbüro VPLP Design (Van Peteghem Lauriot-Prévost) angewendet.
Am 19. Januar 2017 erreichte Armel Le Cléac'h als Erster das Ziel. Elf Segler schieden aus. Als erster Teilnehmer in der Geschichte der Vendée Globe absolvierte Conrad Colman die Weltumsegelung, ohne fossile Brennstoffe zu nutzen.

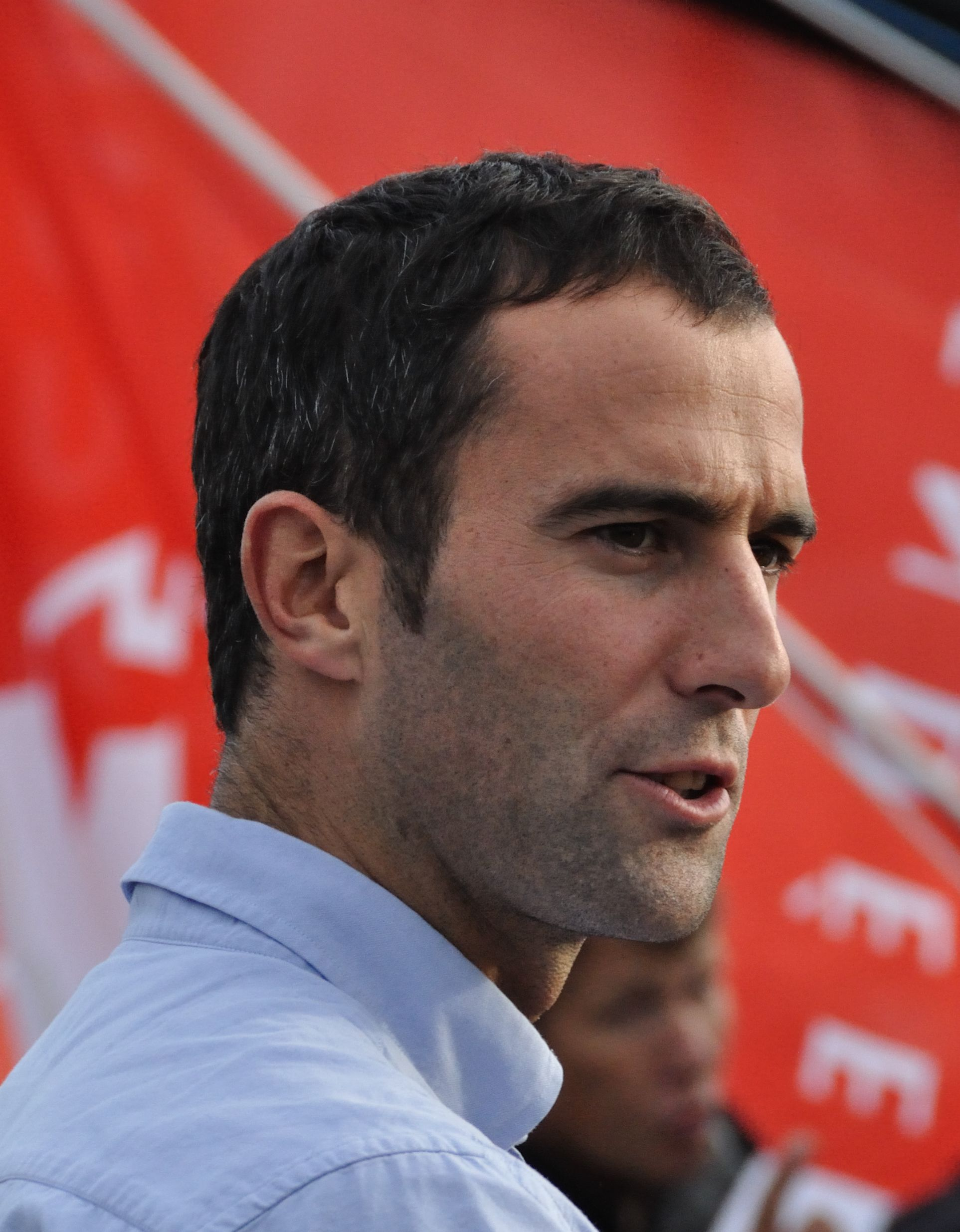
Armel Le Cléac’h
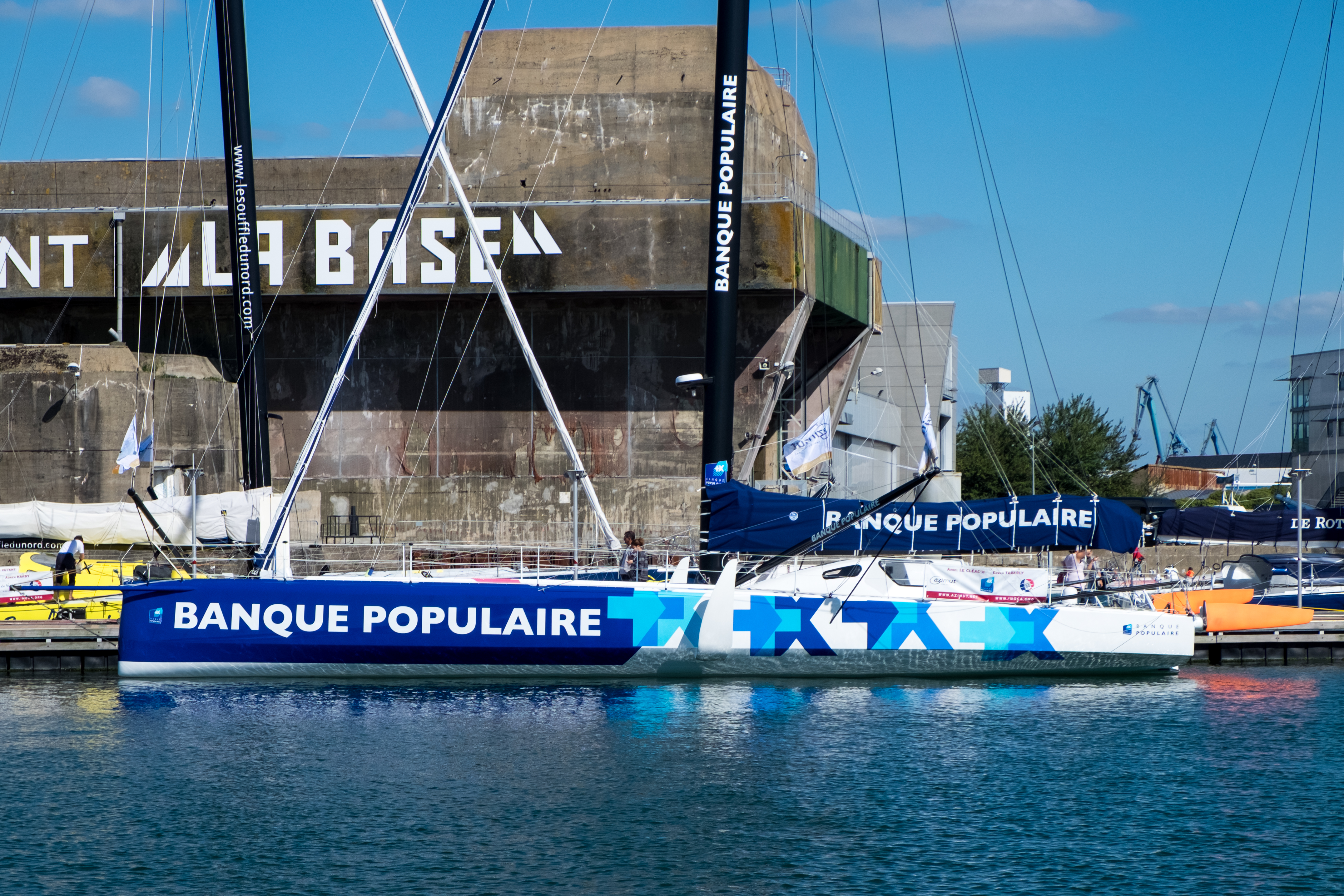
Das 1. Boot im Ziel: Banque populaire VIII
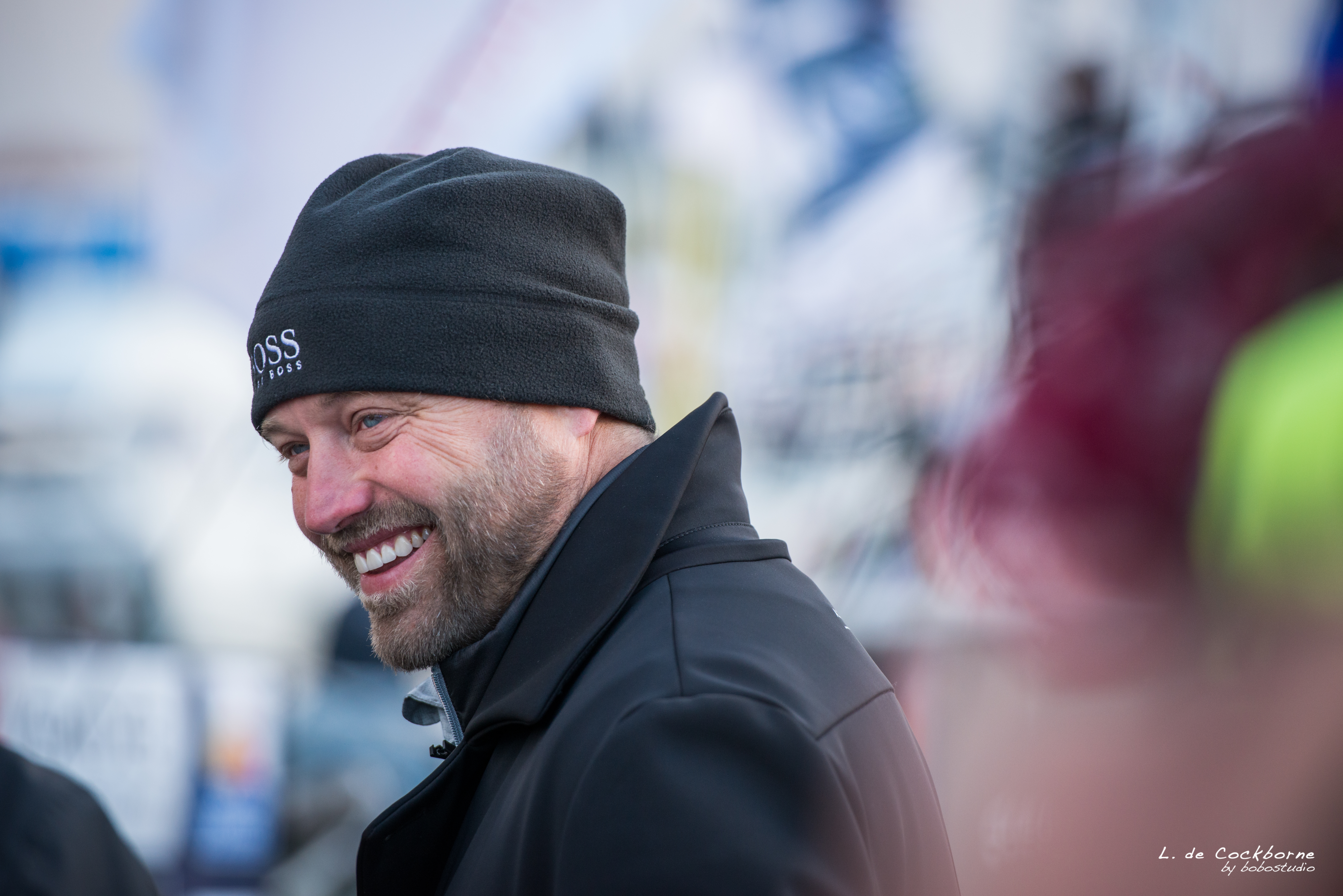
Alex Thomson
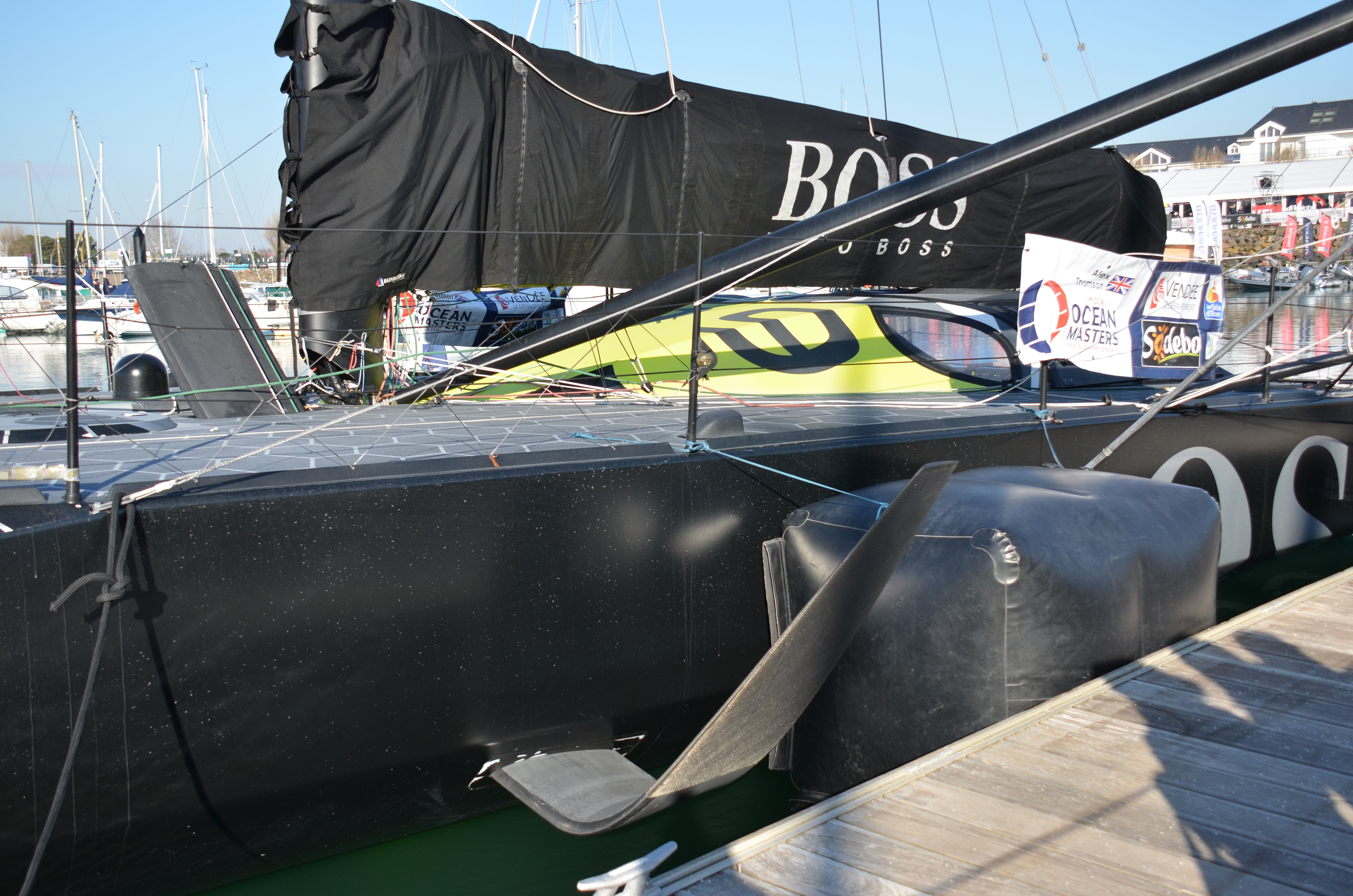
Foil an Backbord der Hugo Boss

| Rang | Nation – Skipper     | Yacht                                                | Foils | Zeit [Tage hh:mm:ss] | Anmerkung |
| ---- | -------------------- | ---------------------------------------------------- | ----- | -------------------- | --- |
| 1    | Armel Le Cléac’h     | Banque Populaire VIII                                | ja    | 74 03:35:46          | |
| 2    | Alex Thomson         | Hugo Boss                                            | ja    | 74 19:35:15          | |
| 3    | Jérémie Beyou        | Maitre COQ                                           | ja    | 78 06:38:40          | |
| 4    | Jean-Pierre Dick     | StMichel – Vibrac                                    | ja    | 80 01:45:45          | |
| 5    | Yann Elies           | Quéguiner – Leucémie Espoir                          | nein  | 80 03:11:09          | |
| 6    | Jean Le Cam          | Finistere Mer Vent                                   | nein  | 80 04:41:54          | |
| 7    | Louis Burton         | Bureau Vallée                                        | nein  | 87 21:45:49          | |
| 8    | Nandor Fa            | Spirit Of Hungary                                    | nein  | 93 22:52:09          | |
| 9    | Eric Bellion         | Commeunseulhomme                                     | nein  | 99 04:56:20          | |
| 10   | Arnaud Boissières    | La Mie Câline                                        | nein  | 102 20:24:09         | |
| 11   | Fabrice Amedeo       | Newrest – Matmut                                     | nein  | 103 21:01:00         | |
| 12   | Alan Roura           | La Fabrique                                          | nein  | 105 20:10:32         | |
| 13   | Rich Wilson          | Great American IV                                    | nein  | 107 00:48:18         | |
| 14   | Didac Costa          | One Planet – One Ocean                               | nein  | 108 19:50:45         | |
| 15   | Romain Attanasio     | Famille Mary – Etamine Du Lys                        | nein  | 109 22:04:00         | |
| 16   | / Conrad Colman      | 100 % Natural Energy                                 | nein  | 110 01:58:41         | Erreichte das Ziel unter Notrigg nach Mastbruch 740 sm vor Les Sables-d’Olonne |
| 17   | Pieter Heerema       | No Way Back                                          | ja    | 116 09:24:12         | |
| 18   | Sébastien Destremau  | Technofirst – Faceocean                              | nein  | 124 12:38:18         | |
| –    | Enda O’Coineen       | Kilcullen Voyager – Team Ireland                     | nein  | –                    | Ausgeschieden am 2. Januar nach Mastbruch am 1. Januar südlich von Neuseeland O’Coineen erreichte Les Sables-d’Olonne im Schiff von Thomas Ruyant am 1. April 2018, nach einem Jahr und 146 Tagen. |
| –    | Paul Meilhat         | SMA                                                  | nein  | –                    | Ausgeschieden am 24. Dezember nach Defekt der Neigekiel-Hydraulik am 20. Dezember nahe Point Nemo im Südpazifik                                                                                    |
| –    | Stéphane Le Diraison | Compshmor Du Lit – Boulogne Billancourt              | nein  | –                    | Ausgeschieden am 23. Dezember nach Mastbruch am 17. Dezember südlich von Australien |
| –    | Thomas Ruyant        | Le Souffle Du Nord Pour Le Projet Imagine            | nein  | –                    | Ausgeschieden am 20. Dezember nach Kollision mit einem unbekannten Treibobjekt (UFO; unidentified floating object) am 18. Dezember in der Nähe von Neuseeland                                      |
| –    | Sébastien Josse      | Edmond De Rothschild; aktueller Bootsname Malizia II | ja    | –                    | Ausgeschieden am 7. Dezember nach einer Havarie mit dem Backbordfoil am 5. Dezember vor Kap Leeuwin                                                                                                |
| –    | Kito De Pavant       | Bastide-Otio                                         | nein  | –                    | Ausgeschieden am 7. Dezember wegen sinkendem Schiff nach Kollision mit einem Pottwal am 6. Dezember bei den Crozetinseln                                                                           |
| –    | Kojiro Shiraishi     | Spirit Of Yokoh                                      | nein  | –                    | Ausgeschieden am 4. Dezember nach Mastbruch vor dem Kap der Guten Hoffnung |
| –    | Tanguy de la Lamotte | Initiatives Coeur                                    | nein  | –                    | Ausgeschieden am 28. November nach Mastbruch am 14. November vor den Kapverden |
| –    | Morgan Lagravière    | Safran                                               | ja    | –                    | Ausgeschieden am 24. November wegen Ruderbruchs nach Kollision mit UFO vor dem Kap der Guten Hoffnung                                                                                              |
| –    | Vincent Riou         | PRB                                                  | nein  | –                    | Ausgeschieden am 20. November durch Kielbruch nach Kollision mit UFO im Südatlantik |
| –    | Bertrand De Broc     | MACSF                                                | nein  | –                    | Ausgeschieden am 18. November bei der brasilianischen Insel Fernando de Noronha durch Kielbruch nach Kollision mit UFO vor Portugal                                                                |

### 2020/21
Die Vendée Globe 2020/21 startete am 8. November 2020; unter den 33 Seglern aus acht Nationen war mit Boris Herrmann erstmals ein Deutscher. Es starteten sechs Frauen: die Deutsch-Französin Isabelle Joschke sowie Alexia Barrier, Clarisse Crémer (Frankreich); Samantha Davies, Pip Hare und Miranda Merron (Großbritannien). Zwei der Teilnehmer waren zum fünften, je weitere zwei zum vierten bzw. dritten Mal dabei und neun zum zweiten. Achtzehn Segler waren Neulinge bei der Vendée Globe. Von den teilnehmenden Yachten hatte eine schon fünf und acht weitere vier Mal eine „Runde um die Welt“ überstanden.
Das Besondere an der 9. Ausgabe der Vendée Globe waren die weltweiten Einschränkungen durch die COVID-19-Pandemie. Die Einhandregatta konnte im Unterschied zu anderen Sportveranstaltungen stattfinden und viele der Skipper nutzten die sozialen Medien und andere Kanäle, um direkt mit dem Publikum in Kontakt zu treten. So erreichte die internationale Medienpräsenz einen neuen Höchststand. Die Veranstalter und Sponsoren auf nationaler Ebene hatten hingegen hohe Einbußen zu verzeichnen, da die aktuellen Pandemie-Verordnungen nur wenige oder keine Zuschauer zuließen, wo sonst Hunderttausende von Besuchern die ankommenden Skipper begrüßten.

### 2024/25
Diese Regatta war bereits die zehnte Austragung des Rennens und dauerte vom 10. November 2024 bis zum 7. März 2025. Es nahmen 40 Boote aus elf Nationen teil und es wurden mehrere Rekorde aufgestellt.

## Film
Zwischen den Wellen (En solitaire), Frankreich 2013. Regie: Christophe Offenstein; mit François Cluzet.